# Hirtocossus
Hirtocossus is een geslacht van vlinders van de familie van de Houtboorders (Cossidae). De wetenschappelijke naam en de beschrijving van dit geslacht zijn voor het eerst gepubliceerd in 1990 door Johan Willem Schoorl. 
De soorten van dit geslacht komen voor in Madagaskar.

## Soorten
- H. cirrilator (Le Cerf, 1919)
- H. crucis (Kenrick, 1914)